# ディヴィッド・マレル
デイヴィッド・マレル（David Morrell、1943年4月24日 - ）は、アメリカ合衆国の作家で、ホラー小説、冒険小説が多い。カナダ、オンタリオ州キッチナー生まれ。ペンシルベニア州立大学を卒業（文学部でアメリカ文学を専攻）。1970年から72年までアイオワ大学で英文学部で教壇に立った。
1972年に『一人だけの軍隊』 （First Blood）で作家デビューした。後の1982年にシルヴェスター・スタローン主演で映画化（タイトルは『ランボー』）され大ヒットし、続編が多く制作された。映画のノベライズも行っている。
2007年から2008年にかけて、アメリカン・コミック「キャプテン・アメリカ」のミニシリーズ「The Chosen」の原作を担当した。

## 著作一覧（日本語訳のみ）
「ランボー」シリーズ
- 『一人だけの軍隊』 First Blood (1972) 
  - 沢川進訳、早川書房 ハヤカワ・ノヴェルズ、1975年

映画「ランボー」の原作（映画化によりハヤカワ文庫で再刊、1982年）
- 『ランボー2　怒りの脱出』 Rambo: First Blood Part II (1985) 
  - 沢川進訳、ハヤカワ文庫、1985年

映画「ランボー/怒りの脱出」ノベライズ版
- 『ランボー3　怒りのアフガン』 Rambo III (1988) 
  - 沢川進訳、ハヤカワ文庫、1988年

映画「ランボー3/怒りのアフガン」ノベライズ版

### 長編
- 『トーテム』 The Totem (1979) 、完全版1994
  - 喜多元子訳、ハヤカワ文庫、1987年
  - 『トーテム - 完全版』上・下、公手成幸訳、創元推理文庫、2006年
- 『血の誓い』 Blood Oath (1982) 
  - 佐宗鈴夫訳、光文社文庫、1986年
- 『ブラック・プリンス』 The Brotherhood of the Rose (1984) 
  - 山本光伸訳、光文社、1985年。光文社文庫 上・下、1989年
- 『石の結社』 The Fraternity of the Stone (1985) 
  - 山本光伸訳、光文社、1987年。光文社文庫、1989年
- 『夜と霧の盟約』 The League of Night and Fog (1987) 
  - 山本光伸訳、早川書房、1988年。ハヤカワ文庫 上・下、1992年
- 『蛍』 Fireflies (1988) ：ノンフィクション
  - 山本光伸訳、早川書房、1992年
- 『テロリストの誓約』 The Covenant of the Flame (1991) 
  - 山本光伸訳、早川書房 上・下、1993年
- 『偽装者』 Assumed Identity (1993) 
  - 山本光伸訳、早川書房 上・下、1995年
- 『暗殺 - 究極の否定』 Extreme Denial (1996) 
  - 山本光伸訳、新潮文庫、1997年
- 『真紅のレクイエム』 Desperate Measures (1994) 
  - 山本光伸訳、早川書房、1996年
- 『ダブルイメージ』 Double Image (1998)
  - 山本光伸訳、二見文庫 上・下、2000年
- 『赤い砂塵』 Burnt Sienna (2000) 
  - 山本光伸訳、ハヤカワ文庫、2001年
- 『ブラッド/孤独な反撃』 Long Lost 
  - 山本光伸訳、ハヤカワ文庫、2002年
- 『廃墟ホテル』 Creepers - 2006年ブラム・ストーカー賞受賞
  - 山本光伸訳、ランダムハウス講談社文庫、2005年

### 短編集
- 『苦悩のオレンジ、狂気のブルー』 Black Evening (1984) 。定木大介訳、柏艪舎、2005年
  - 「まえがき」
  - 「滴り」 The Dripping
  - 「パートナー」 The Partnership ：「契約はおまかせ」のタイトルでミステリマガジン1983年1月号に掲載
  - 「ブラックイブニング」 Black Evening
  - 「ひそやかな笑い声」 The Hidden Laughter
  - 「タイプライター」 The Typewriter
  - 「うかつな読者をおとしいれる罠」 A Trap for the Unwary
  - 「背後に絶えず聞こえるのは」 But At My Back I Always Hear ：「背後に聞こえる声」のタイトルでミステリマガジン2004年8月号に掲載
  - 「嵐」 The Storm (Ed:Charles L. Grant Shadows 7) ：S-Fマガジン1987年7月号に掲載
  - 「贖罪」 For These and All My Sins
  - 「白と黒、それに一面の赤」 Black and White and Red All Over
  - 「マンボー・ジャンボー」 Mumbo Jumbo
  - 「ダマスコへの道」 The Road to Damascus
  - 「再来」 Dead Image
  - 「苦悩のオレンジ、狂気のブルー」 Orange is for Anguish, Blue is for Insanity (Ed:Douglas E. Winter Prime Evil 1988) ：「オレンジは苦悩、ブルーは狂気」のタイトルで新潮文庫、光文社などのアンソロジーに収載 - 1989年ブラム・ストーカー賞受賞
  - 「墓から伸びる美しい髪」 The Beautiful Uncut Hair of Graves - 1992年ブラム・ストーカー賞受賞
  - 「慰霊所」 The Shrine

- 『真夜中に捨てられる靴』 Nightscape (2004) 。山本光伸訳、ランダムハウス講談社文庫、2007年
  - 「まだ見ぬ秘密」 Remains To Be Seen
  - 「何も心配しなくていいから」 Nothing Will Hurt You
  - 「エルヴィス45」 Presley 45 ：「エルヴィス原論」のタイトルで音楽之友社のアンソロジーに収載
  - 「ゴーストライター」 Front Man ：「フロントマン」のタイトルでミステリマガジン1998年9月号、ハヤカワ・ミステリ文庫のアンソロジーに収載
  - 「復活の日」 Resurrection
  - 「ハビタット」 Habitat
  - 「目覚める前に死んだら」 If I Should Die Before I Wake
  - 「真夜中に捨てられる靴」 Rio Grande Gothic (Ed:Al Sarrantonio 999 1999) 
    - 「リオ・グランデ・ゴシック」のタイトルで創元推理文庫のアンソロジーに収載

短編
- 「思い出の日々」 The Good Times Always End ：「EQ」1999年7月号に掲載